# Lacul Dorney

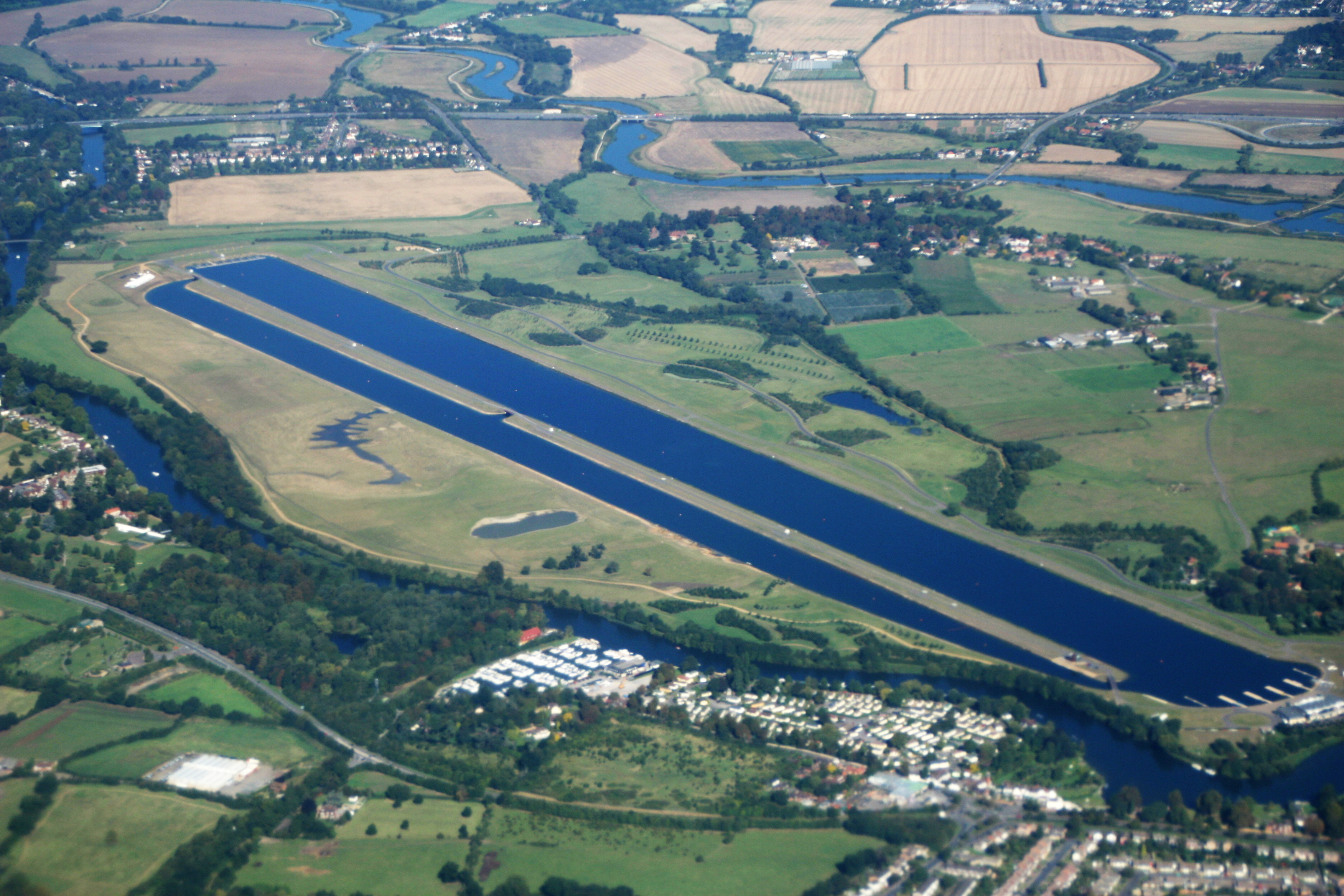
Vedere aeriană a lacului Dorney

Lacul Dorney (cunoscut și sub numele de Centrul de canotaj al colegiului Eton) este un lac artificial creat în scopul susținerii probelor de canotaj. Se află lângă satul Dorney din regiunea Buckinghamshire, în imediata apropiere a orașelor Windsor și Eton, Marea Britanie, lângă fluviul Tamisa. Lacul este în proprietatea privată a Colegiului Eton, care a cheltuit aproximativ 17 milioane de lire sterline pe amenajarea lui.
Proiectul a fost terminat în anul 2006, după 10 ani de la începerea acestuia. Fiind inițial folosit de către colegiu, acum este locul unde se țin diferite probe sportive de canotaj, barca dragonului și antrenamente de triatlon. Lacul Dorney se află la 25 de mile (40,2 kilometri) distanță de Londra.
Lacul are o lungime de aproximativ 2200 de metri (2,2 km) și are 8 spații pentru bărcile de canotaj. Adâncimea minimă a apei este de 3,5 metri. Apa este stătătoare. Aici vor fi organizate probele olimpice de canotaj, canotaj viteză și proba paralimpică de canotaj din cadrul JO și JP de vară din 2012.